# Folkeafstemning om nedsættelsen af valgretsalderen fra 21 til 20
Folkeafstemningen om nedsættelsen af valgretsalderen fra 21 til 20 var en dansk folkeafstemning, der blev afholdt samtidig med et folketingsvalg 21. september 1971.
Et flertal på 56,5 procent af stemte ja til at sænke valgretsalderen. 86,2 procent af vælgerne deltog i afstemningen.
To år forinden havde der været en folkeafstemning om samme tema, hvor forslaget om at sænke valgretsalderen til 18 år blev forkastet.

## Baggrund
Folketinget sænkede i december 1969 myndighedsalderen til 20 år, og da det var ønsket, at myndigheds- og valgretsalderen burde være sammenfaldende, besluttede Folketinget i 1971 også at sænke valgretsalderen til 20 år.

## Resultater
| Beslutning                          | Stemmer   | %     |
| ----------------------------------- | --------- | ----- |
| Ja                                  | 1.601.756 | 56,5  |
| Nej                                 | 1.231.792 | 43,5  |
| Ugyldig/blank                       | 78.201    | –     |
| Total                               | 2.911.749 | 100   |
| Registrerede vælgere/valgdeltagelse | 3.378.087 | 86,22 |
| Kilde: Nohlen & Stöver              |           |       |